# الدوري القبرصي الدرجة الثانية 1967–1968
الدوري القبرصي الدرجة الثانية 1967–1968 هو الموسم 13 من الدوري القبرصي الدرجة الثانية. أشرف على تنظيمه اتحاد قبرص لكرة القدم، وفاز فيه Evagoras Paphos ‏.